# Chennai City FC
O Chennai City Football Club é um clube de futebol da cidade de Coimbatore, Índia. A equipe compete na I-League, a primeira divisão nacional.

## Títulos
Fonte:
- I-League: 2018–19